# Bernardo Lux Editore
Bernardo Lux Editore è stato un libraio ed editore italiano attivo a Roma in Via delle Convertite 18 tra il 1882 e il 1923. L'attività, nata come piccola libreria del centro, nel corso dei primi decenni del Novecento si è trasformata in casa editrice fino a ottenere, nel 1904, il riconoscimento di Editore di Sua Maestà la Regina Madre Margherita di Savoia. La libreria Lux è stata anche un importante punto di riferimento culturale, frequentata da personaggi di spicco come Gabriele d'Annunzio, Fortunato Depero e dai giovani appartenenti al Futurismo italiano che erano soliti incontrarsi nei suoi locali trasformandola in un centro di dibattito artistico e letterario della Roma di inizio secolo. Nel 1912 presso la libreria Lux è stato esposto per la prima volta al pubblico il quadro di Giacomo Balla intitolato Dinamismo di un cane al guinzaglio. 

## Volumi pubblicati
- AA. VV. Per Alberico Gentili nel 3. centenario della sua morte, 1550-1608: numero unico / a cura del Comitato; compilato da Nada Peretti e Giacomo Ferroni; giudizi e pensieri di: s. e. il ministro Orlando, 1908
- AA. VV., Il Sacro Impero romano-germanico dalle sue origini alla pubblicazione della Bolla d’oro, 1904
- AA. VV., Fiat pax!, 1905
- Agabiati A., Verso l’occultismo, 1905
- Anfuso F., Ortica, 1918
- Autenrieth W., Analisi chimica qualitativa / W. Autenrieth; traduzione di Domenico Marotta; prefazione di E. Paterno, 1914
- Alvaro C., Poesie grigioverdi, 1917
- Angeli U., La guerra inevitabile, 1912
- Autenrieth W., Analisi chimica qualitativa, 1919
- Barbaro Forleo A., Follia. Polimetro, 1904
- Barbaro Forleo A., Il trovatello: poema sociale, 1905
- Barbaro Forleo A., Le rime di Barbaro Forleo, 1905
- Barrett Browning E., Aurora Leigh, 1908
- Bencivenga T., Le Gallerie Vaticane, 1905
- Bernardini F., Fascino di patria: azione drammatica in 3 atti, 1913
- Bezzi G., Nel domani della guerra: la economia della produzione, 1917
- Bino B., Vallibella. Bozzetti toscani, 1917
- Bonacci G., Gli ultimi giorni di Bengasi turca, 1912
- Bonacci G., Il Califfato, l'Islam e la Libia, 1913
- Bonacci G., La conquista del Gebel, 1913
- C. A. R., La scuola di guerra nella questione morale della fanteria, 1908
- Cantalupi A., L'Italia negli accordi e nelle alleanze, 1906
- Chialvo G., Sull'intendimento umano (Cartesio, Locke, Leibniz, Kant): Saggio critico-filosofico, 1902
- Chialvo G., La protezione dei cittadini all'estero in tempi di guerra, 1913
- Cina O., La commedia socialista, 1914
- Cimbali E., Della necessità di un nuovo diritto internazionale conforme allo spirito dei nuovi tempi e della vera civiltà: prolusione al corso di diritto internazionale letta il 21 aprile 1904 nella R. Università di Sassari, 1904
- Cimbali E., L'ipocrisia del presente movimento per l'arbitrato e la pace internazionale: prolusione al corso di diritto internazionale tenuta il 13 maggio 1905 nella R. Universita di Sassari, 1905
- Cimbali E., Politica coloniale conforme al nuovo indirizzo del diritto internazionale e alla vera civiltà, 1906
- Cimbali E., La Sardegna è in Italia? Pregiudizi sul regionalismo, 1907
- Cimbali E., Tra l'antipatriottismo di Hervé ed il patriottismo degli antiherveisti, 1908
- Cimbali E., Bronte per il nuovo indirizzo del diritto e della politica internazionale, 1910
- Cimbali E., Il nuovo diritto internazionale e l'intolleranza scientifica di una Commissione presieduta da Carlo Francesca Gabba, 1910
- Cimbali E., Il diritto internazionale in Italia nel cinquantenario dell’Indipendenza e dell’Unità Nazionale, 1911
- Cimbali E., Esiste l'idea di patria e di patriottismo? Saggi di politica internazionale, 1912
- Cimbali E., Giudizi ed Impressioni su: L'Europa fa opera di civiltà nel Marocco? E la Nazione dell’'89?, 1912
- Cimbali E., Dal vecchio al nuovo diritto Internazionale: prolusione al corso di ordinario tenuta il 30 novembre 1912 nella R. Università di Sassari, 1913
- Chialvo G., La protezione dei cittadini all’estero in tempo di guerra, 1913
- Clavel G., Depero F., Un istituto per suicidi. Illustrazioni del pittore futurista Depero, 1917
- Cortini A., Il pericolo di vita; con prefazione del prof. S. Ottolenghi, 1909
- D’Annunzio G., Pagine disperse cronache mondane, letteratura, arte, 1913
- Dal Tevere P., Pensieri e ricordi di morale - politica - economia - letteratura utili ai giovani studiosi, 1900
- Dal Tevere P., Versi dedica al poeta d’Annunzio, 1901
- De Sanctis E., Dalla Canea a Tripoli, 1912
- Di Collato A., 11 giugno 1903, 1903
- Faustini A., Luigi Amedeo di Savoia Duca degli Abruzzi, 1911
- Fedrigo G., I canti di Afrodite, 1911
- Felici O., Il benedir ignorato, 1914
- Ferrari G., Il Basso Giuba italiano e le concessioni agricole nella Goscia, 1911
- Filippini-Lera A., L’eterno affanno, 1908
- Fontana A., Il concetto scientifico di patria: a proposito del libro di Eduardo Cimbali 'Tra l'antipatriottismo di herve ed il patriottismo degli antiherveisti’, 1909
- Forlivesi V., Evanescenze: (1885-1897), 1898
- Fusco D., Versi, 1906
- Gaiani E., Quarto dei mille, 1915
- Galtieri F., I canti di Afrodite, 1911
- Giambene, L., Declinazione dei nomi sostantivi nella lingua tedesca, 1897
- Giambene, L., Vocabolario Italiano-Esperanto, 1906
- Giuffrè, I. F., Ideali umani: versi editi e inediti, 1908
- Grassetti R., In Provincia: lettura fatta in Roma al Circolo marchigiano la sera del 4 aprile 1914, 1914
- Greco M., Tra gl'inni: breve discorso su Giuseppe Mazzini dette nel r. Istituto nautico di Procida pel primo centenario della sua nascita, 1905
- Greco M., Genesi e sinderesi: per l'insegnamento della storia, 1906
- Greco M., Il monumento ad Anita Garibaldi, 1907
- Ilari N., Quo vadis? Sonetti satirci romaneschi, 1901
- La Rosa L., L’eccezione, 1898
- Mariani G., Noemi. Poema tragico in cinque atti, 1910
- Mariani V., Il fatto di Tripoli e il fatto latino, 1912
- Marvasi S., Poesia del mare, 1908
- Massarotti V., Il suicidio nella vita e nella società moderna. Sua Eziologia - Patogenesi - Sintomatologia e profilassi, 1913
- Massarotti V., I disturbi mentali nel morbo di Basedow, 1914
- Massarotti V., Nel Regno di Ulrichs. Appunti e considerazioni sull’omosessualità maschile, 1913
- De Maupassant G., L’anima estranea e l’angelus, 1908
- Micacchi R., Le idee pedagogiche di Gian Vincenzo Gravina, 1904
- Morello V., L’albero del male di Rastignac, 1914
- Morselli E. L., Favole per i re d’oggi, 1909
- Natoli D, Giovanni Nicolini, 1909
- Nosari A., Icaro! Avventure aviatorie. Con lettera di Gabriele D’Annunzio, 1913
- Orano P., Il problema del cristianesimo, 1900
- Oriani A., Verità nazionale, 1913
- Piazza G., La nostra terra promessa. Lettere dalla tripolitania, 1911
- Piazza G., Come conquistammo Tripoli. Diario dal campo di guerra, 1912
- Pareto V., Il mito virtuista e la letteratura immorale, 1911
- Peretti N., L'eredità di Saffo, 1908
- Peretti N., Ferroni G., Per Alberico Gentili nel III centenario della sua morte, 1908
- Quarteri C., Dalla menzogna alla verità. Tullio Murri nel dramma di Bologna, 1910
- Russo A., Dialoghi di Amanti, 1923
- Sabatini, F., Il volgo di Roma. Raccolta di tradizioni e costumanze popolari, 1901
- Sabatini F., L’incendio di Roma ai tempi di Nerone nella leggenda e nella storia, 1901
- Sabelli F., L’altro amore: romanzo, 1906
- Sabetta G., Politica di penetrazione in Africa. L'Islam e l’Italia, 1913
- Sanminiatelli B., Vallibella. Bozzetti toscani, 1917
- Scaloja A., Studi di diritto privato, 1906
- Scimonelli I., Per Ignazio Lombardo: arringa detta davanti l'alta corte di giustizia il 19. febbraio 1908, 1908
- Sera G. L., Per un libro e per alcune idee, 1908
- Serena di Lapigio N., Novella messapica narrata da Nicola Serena, 1907
- Siotto Pintor M., I propugnatori italiani e stranieri del nuovo Diritto internazionale di Eduardo Cimbali / Manfredi Siotto-Pintór, 1916
- Trevisonno N., Teoria dell'equilibrio economico, 1912
- Trevisonno N., Socialismo e sindacalismo, 1912
- Urbani U., Il sacro impero romano-germanico dalle sue origini alla pubblicazione della bolla d’oro, 1904
- Urbani U., Il sacro impero romano-germanico: studi di diritto pubblico, 1905
- Vannicola N., Da un velo, 1905
- Vitaletti G., Salomone nella leggenda e nell’arte, 1912
- Vram U. G., Viaggio in Montenegro e Albania, 1902
- Vram U. G., Biondi e bruni nella scienza e nell’arte: conferenza letta il 27 aprile 1909 alla R. Scuola di belle Arti in Roma, 1909
- Wilde O., Salomè. Tragedia, 1908
- Witman W., 1: I canti programma, 1912
- Witman W., 2: I grandi canti, 1912
- Witman W., 3: I canti della maturità e della vecchiaia, 1912
- Witman W., Foglie d’erba. Versione di Luigi Gamberale, 1912